# Endogênico e exogênico
Na geologia o termo endogênico se refere aos processos internos e fenômenos que ocorrem sob a superfície de corpos celestes. Placas tectônicas, terremotos e vulcões são todos processos endogênicos. O termo exogênico se refere aos processos externos que ocorrem sobre a superfície, tais como impactos de cometas e asteróides, efeitos da maré lunar e a radiação solar.